# Stefan Köber
Stefan Köber (* 8. Februar 1984 in Frankfurt (Oder)) ist ein ehemaliger deutscher Boxer. Er ist der Bruder des Boxers Sebastian Köber.

## Laufbahn
Stefan Köber gewann die Silbermedaille bei der Kadetten-Europameisterschaft 2000 in Athen. 2002 wurde er Deutscher Juniorenmeister im Schwergewicht und gewann in dieser Gewichtsklasse auch eine Bronzemedaille bei der Junioren-Weltmeisterschaft 2002 in Santiago de Cuba, nachdem er im Halbfinale gegen Yoan Pablo Hernández ausgeschieden war.
2003 wurde er Deutscher Meister im Schwergewicht und bezwang dabei Dieter Roth sowie Alexander Powernow. 2004 unterlag er im Finale gegen Powernow und wurde Vizemeister, zudem gewann er nach einer Finalniederlage gegen Odlanier Solís die Silbermedaille beim Chemiepokal in Halle (Saale).
Anschließend trat er erst 2007 mit dem Gewinn der Deutschen Meisterschaft im Superschwergewicht wieder in Erscheinung, wobei er im Finale Erkan Teper bezwungen hatte. Beim Chemiepokal gewann er nach einer Halbfinalniederlage gegen Kubrat Pulew Bronze, hingegen verlor er bei der Weltmeisterschaft in Chicago noch in der Vorrunde gegen Jaroslavas Jakšto.
2008 wurde er Deutscher Vizemeister im Schwergewicht, nachdem er im Finale kampflos durch Walkover gegen Lukas Schulz verlor. Einen weiteren zweiten Platz erreichte er nach einer Finalniederlage gegen Clemente Russo beim Chemiepokal, zudem schied er bei der europäischen Olympiaqualifikation in Pescara gegen Kubrat Pulew aus.
2009 wurde er erneut Deutscher Meister im Schwergewicht und siegte dabei im Finale gegen Alexander Powernow, zudem gewann er mit einem finalen Sieg gegen Vitalijus Subačius auch den Chemiepokal. Bei der Weltmeisterschaft 2009 in Mailand schied er dann wieder in der Vorrunde gegen den späteren Goldmedaillengewinner Jegor Mechonzew aus.
2010 nahm er an der Europameisterschaft in Moskau teil, wo er erneut gegen Jegor Mechonzew unterlag. 2011 unterlag er im Halbfinale der Deutschen Meisterschaft im Schwergewicht gegen Stefan Sittner und gewann Bronze, eine weitere Bronzemedaille gewann er beim Chemiepokal nach einem Halbfinal-Aus gegen Mirsochid Abdullajew.
Einen letzten bedeutenden Erfolg erzielte er mit dem Gewinn der Silbermedaille im Schwergewicht bei den Militärweltspielen 2011 in Rio de Janeiro.

## Neben und nach dem Boxen
2009 begann er an der neu gegründeten Fachhochschule für Sport und Management Potsdam (FHSMP) ein Studium im Studiengang Sportmanagement und war als Dualer Student beim Stadtsportbund Frankfurt (Oder) tätig. Seine Bachelor-Arbeit verfasste er unter dem Thema „Kostencontrolling in non-profit-Organisationen“.
Im Januar 2017 wurde er Geschäftsführer des Stadtsportbundes Frankfurt (Oder) und im Januar 2021 DBV-Bundesstützpunktleiter des Sportzentrums Frankfurt (Oder).